# Жилинское сельское поселение (Воронежская область)
Жилинское сельское поселение — муниципальное образование в Россошанском районе Воронежской области.
Административный центр — село Жилино.

## Административное деление
В состав поселения входят 3 населенных пункта:
- село Жилино
- село Поддубное
- хутор Пшеничный